# Stoffmengenanteil
Der Stoffmengenanteil (Formelzeichen: x, bei Gasgemischen optional y, daneben auch {\displaystyle \chi }), früher auch als Molenbruch oder fälschlich Molbruch bezeichnet, ist gemäß DIN 1310 eine sogenannte Gehaltsgröße, also eine physikalisch-chemische Größe zur quantitativen Beschreibung der Zusammensetzung von Stoffgemischen/Mischphasen. Hierbei wird die Stoffmenge einer betrachteten Mischungskomponente auf die Summe der Stoffmengen aller Mischungskomponenten bezogen, der Stoffmengenanteil gibt also den relativen Anteil der Stoffmenge einer betrachteten Mischungskomponente an der Gesamtstoffmenge des Gemisches an.

## Definition und Eigenschaften
In folgender Tabelle wird bei den Größengleichungen unterschieden zwischen
- dem einfachen Fall eines binären Gemisches (Z = 2, Zweistoffgemisch aus den Komponenten i und j, beispielsweise die Lösung eines einzelnen Stoffes i in einem Lösungsmittel j) und
- der allgemeingültigen Formulierung für ein Stoffgemisch aus insgesamt Z Komponenten (Index z als allgemeiner Laufindex für die Summenbildungen, schließt i und ggf. j mit ein).

|                 | binäres Gemisch (Z = 2)                                    | allgemeines Gemisch (Z Komponenten)                                                  |
| --------------- | ---------------------------------------------------------- | ------------------------------------------------------------------------------------ |
| Definition      | {\displaystyle x_{i}={\frac {n_{i}}{n_{i}+n_{j}}}}         | {\displaystyle x_{i}={\frac {n_{i}}{n}}\ \ {\text{mit}}\ \ n=\sum _{z=1}^{Z}n_{z}}   |
| Wertebereich    | {\displaystyle 0\leq x_{i}\leq 1}                          | {\displaystyle 0\leq x_{i}\leq 1}                                                    |
| Summenkriterium | {\displaystyle x_{i}+x_{j}=1\ \Rightarrow \ x_{j}=1-x_{i}} | {\displaystyle \sum _{z=1}^{Z}x_{z}=1\ \Rightarrow \ x_{Z}=1-\sum _{z=1}^{Z-1}x_{z}} |

Der Stoffmengenanteil xi ist definiert als Wert des Quotienten aus der Stoffmenge ni der betrachteten Mischungskomponente i und der Gesamtstoffmenge n des Gemisches. Letztere ist die Summe der Stoffmengen aller Komponenten (i mit eingeschlossen) des Gemisches. Die dem Stoffmengenbegriff zugrunde liegenden „Teilchen“ können stoffliche Elementarobjekte wie Atome, Moleküle, Ionen oder auch Formeleinheiten sein und müssen für alle Mischungskomponenten spezifiziert sein.
Als Quotient zweier dimensionsgleicher Größen ist der Stoffmengenanteil eine Größe der Dimension Zahl und kann wie in obiger Tabelle durch eine reine Dezimalzahl ohne Maßeinheit angegeben werden, alternativ auch mit Zusatz eines Bruchs gleicher Einheiten (mol/mol), ggf. kombiniert mit Dezimalpräfixen (z. B. mmol/mol), oder mit Hilfsmaßeinheiten wie Prozent (% = 1/100), Promille (‰ = 1/1.000) oder parts per million (1 ppm = 1/1.000.000). Hierbei sind jedoch veraltete Benennungen wie Stoffmengenprozent, Molprozent (Abkürzung beispielsweise Mol-%) oder Atomprozent (Abkürzung beispielsweise At.-%) zu vermeiden, stattdessen ist die gemeinte Gehaltsgröße eindeutig zu bezeichnen. Beispielsweise sollte daher statt „73,8 Mol-%“ heutzutage formuliert werden: „Der Stoffmengenanteil der Mischungskomponente i beträgt 73,8 %.“ oder in Gleichungsform: „xi = 73,8 %“.
Der Stoffmengenanteil xi einer betrachteten Mischungskomponente i kann Zahlenwerte zwischen 0 = 0 % (Komponente i ist nicht im Gemisch enthalten) und  1 = 100 % (Komponente i liegt als Reinstoff vor) annehmen.
Die Stoffmengenanteile aller Bestandteile eines Gemisches addieren sich zu 1 = 100 %. Daraus folgt, dass die Kenntnis bzw. Ermittlung der Stoffmengenanteile von Z − 1 Komponenten ausreicht (bei einem Zweistoffgemisch also der Stoffmengenanteil einer Komponente), da sich der Stoffmengenanteil der verbleibenden Komponente einfach durch Differenzbildung zu 1 = 100 % berechnen lässt.
Die Werte der Stoffmengenanteile für ein Stoffgemisch gegebener Zusammensetzung sind – im Gegensatz zu den volumenbezogenen Gehaltsgrößen (Konzentrationen, Volumenanteil, Volumenverhältnis) – unabhängig von Temperatur und Druck, da sich die Stoffmengen der Mischungskomponenten im Gegensatz zu den Volumina mit der Temperatur bzw. dem Druck nicht ändern, sofern keine stofflichen Umsetzungen eintreten.
Genutzt wird der Stoffmengenanteil in zahlreichen Anwendungsgebieten verschiedener Fachbereiche, vor allem der Chemie, aber auch der Mineralogie, Petrologie, Materialwissenschaft und Werkstoffkunde, um beispielsweise die Zusammensetzung von Gesteinen, Mineralien (Mischkristallen) und Legierungen zu beschreiben oder T-x-Phasendiagramme aufzustellen.

## Zusammenhänge mit anderen Gehaltsgrößen
Wegen der Proportionalität zwischen Teilchenzahl N und Stoffmenge n (Bezug auf die gleiche Teilchenart vorausgesetzt; der Umrechnungsfaktor ist die Avogadro-Konstante NA ≈ 6,022·1023 mol−1) ist der Wert des Stoffmengenanteils xi gleich dem Wert des Teilchenzahlanteils Xi:
{\displaystyle x_{i}={\frac {n_{i}}{n}}={\frac {n_{i}\cdot N_{\mathrm {A} }}{n\cdot N_{\mathrm {A} }}}={\frac {N_{i}}{N}}=X_{i}}
In der folgenden Tabelle sind die Beziehungen des Stoffmengenanteils xi mit den anderen in der DIN 1310 definierten Gehaltsgrößen in Form von Größengleichungen zusammengestellt. Dabei steht M für die molare Masse, ρ für die Dichte des jeweiligen Reinstoffs (bei gleichem Druck und gleicher Temperatur wie im Stoffgemisch). Der Index z dient wiederum als allgemeiner Laufindex für die Summenbildungen und schließt i mit ein.
|                           | Massen-…                                                                                  | Stoffmengen-…                                               | Teilchenzahl-…                                              | Volumen-… |
| ------------------------- | ----------------------------------------------------------------------------------------- | ----------------------------------------------------------- | ----------------------------------------------------------- | --- |
| …-anteil                  | Massenanteil w                                                                            | Stoffmengenanteil x                                         | Teilchenzahlanteil X                                        | Volumenanteil φ |
| …-anteil                  | {\displaystyle x_{i}={\frac {w_{i}/M_{i}}{\sum _{z=1}^{Z}{(w_{z}/M_{z})}}}}               | {\displaystyle x_{i}}                                       | {\displaystyle x_{i}=X_{i}}                                 | {\displaystyle x_{i}={\frac {\varphi _{i}\cdot \rho _{i}/M_{i}}{\sum _{z=1}^{Z}{(\varphi _{z}\cdot \rho _{z}/M_{z})}}}} |
| …-konzentration           | Massenkonzentration β                                                                     | Stoffmengenkonzentration c                                  | Teilchenzahlkonzentration C                                 | Volumenkonzentration σ                                                                                                  |
| …-konzentration           | {\displaystyle x_{i}={\frac {\beta _{i}/M_{i}}{\sum _{z=1}^{Z}{(\beta _{z}/M_{z})}}}}     | {\displaystyle x_{i}={\frac {c_{i}}{\sum _{z=1}^{Z}c_{z}}}} | {\displaystyle x_{i}={\frac {C_{i}}{\sum _{z=1}^{Z}C_{z}}}} | {\displaystyle x_{i}={\frac {\sigma _{i}\cdot \rho _{i}/M_{i}}{\sum _{z=1}^{Z}{(\sigma _{z}\cdot \rho _{z}/M_{z})}}}}   |
| …-verhältnis              | Massenverhältnis ζ                                                                        | Stoffmengenverhältnis r                                     | Teilchenzahlverhältnis R                                    | Volumenverhältnis ψ |
| …-verhältnis              | {\displaystyle x_{i}={\frac {1/M_{i}}{\sum _{z=1}^{Z}{(\zeta _{zi}/M_{z})}}}}             | {\displaystyle x_{i}={\frac {1}{\sum _{z=1}^{Z}r_{zi}}}}    | {\displaystyle x_{i}={\frac {1}{\sum _{z=1}^{Z}R_{zi}}}}    | {\displaystyle x_{i}={\frac {\rho _{i}/M_{i}}{\sum _{z=1}^{Z}{(\psi _{zi}\cdot \rho _{z}/M_{z})}}}}                     |
| Quotient Stoffmenge/Masse | Molalität b                                                                               | Molalität b                                                 |                                                             | |
| Quotient Stoffmenge/Masse | {\displaystyle x_{i}=b_{i}\cdot M_{j}\cdot x_{j}} (i = gelöster Stoff, j = Lösungsmittel) |                                                             |                                                             | |
| Quotient Stoffmenge/Masse | spezifische Partialstoffmenge q                                                           |                                                             |                                                             | |
| Quotient Stoffmenge/Masse | {\displaystyle x_{i}={\frac {q_{i}}{\sum _{z=1}^{Z}q_{z}}}}                               |                                                             |                                                             | |

Da das molare Volumen Vm eines Reinstoffes gleich dem Quotienten aus dessen molarer Masse M und Dichte ρ ist (bei gegebener Temperatur und gegebenem Druck), können die in vorstehender Tabelle in einigen Gleichungen in reziproker Form auftretenden Terme entsprechend ersetzt werden:
{\displaystyle {\frac {M_{i}}{\rho _{i}}}=V_{\mathrm {m} ,i}\ \Leftrightarrow \ {\frac {\rho _{i}}{M_{i}}}={\frac {1}{V_{\mathrm {m} ,i}}}}
Bei Mischungen idealer Gase stimmen nicht nur die Werte von Stoffmengenanteil xi und Teilchenzahlanteil Xi überein, sondern es besteht wegen der einheitlichen molaren Volumina und des idealen Mischungscharakters zusätzlich noch Gleichheit mit dem Volumenanteil φi und der Volumenkonzentration σi:
{\displaystyle x_{i}=X_{i}=\varphi _{i}=\sigma _{i}\ \ {\text{für Mischungen idealer Gase}}}

## Beispiele

### Stickstoff und Sauerstoff in Luft
Luft als das Gasgemisch der Erdatmosphäre enthält die beiden Hauptkomponenten Stickstoff (Teilchen: N2-Moleküle) und Sauerstoff (Teilchen: O2-Moleküle). Bei näherungsweiser Betrachtung als ein Gemisch idealer Gase sind die üblicherweise tabellierten mittleren Volumenanteile der Einzelgase in trockener Luft auf Meereshöhe (N2: ca. 78,1 %; O2: ca. 20,9 %) den Stoffmengenanteilen gleichzusetzen, somit gilt:
{\displaystyle x_{\mathrm {N_{2}} }\approx 0{,}781=78{,}1\ \%\qquad x_{\mathrm {O_{2}} }\approx 0{,}209=20{,}9\ \%}

### Lösung von Natriumchlorid in Wasser
Betrachtet wird eine Lösung von Natriumchlorid (Kochsalz) NaCl in Wasser H2O mit den Massenanteilen wNaCl = 0,03 = 3 % und entsprechend wH2O = 1 − wNaCl = 0,97 = 97 %. Unter Berücksichtigung der molaren Massen ergibt sich für die Stoffmengenanteile an NaCl-Formeleinheiten bzw. H2O-Molekülen:
{\displaystyle x_{\mathrm {NaCl} }={\frac {w_{\mathrm {NaCl} }/M_{\mathrm {NaCl} }}{w_{\mathrm {NaCl} }/M_{\mathrm {NaCl} }+w_{\mathrm {H_{2}O} }/M_{\mathrm {H_{2}O} }}}=\mathrm {\frac {0{,}03/(58{,}44\ g\cdot mol^{-1})}{0{,}03/(58{,}44\ g\cdot mol^{-1})+0{,}97/(18{,}02\ g\cdot mol^{-1})}} \approx 0{,}009=0{,}9\ \%}
{\displaystyle x_{\mathrm {H_{2}O} }=1-x_{\mathrm {NaCl} }\approx 0{,}991=99{,}1\ \%}